# Шиндыръялы
Шиндыръялы (горномар. Шӹндӹрйӓл) — деревня в Горномарийском районе Марий Эл Российской Федерации. Входит в состав Виловатовского сельского поселения.

## География
Деревня находится на левом берегу реки Большая Сундырка, на расстоянии 15 км (по прямой) к юго-востоку от города Козьмодемьянск, административного центра района.

### Часовой пояс
Деревня Шиндыръялы, как и вся Республика Марий Эл, находится в часовой зоне МСК (московское время). Смещение применяемого времени относительно UTC составляет +3:00.

## История
Впервые упоминается в 1788 году как выселок Шиндыръял. В 1921 году образована трудовая артель «Труд». В 1930 году организован колхоз «Видышы», преобразованный в 1960 году в совхоз «Сила». 

## Население
| 2002 | 2010 |
| ---- | ---- |
| 373  | ↘345 |

## Образование
Дети обучаются в Малосундырской-Шиндыръяльской общеобразовательной школе, расположенной в ближайшей деревне Пичужкино.